# Elaeagnus annamensis
Elaeagnus annamensis är en havtornsväxtart som beskrevs av Spencer Le Marchant Moore. Elaeagnus annamensis ingår i släktet silverbuskar, och familjen havtornsväxter. Inga underarter finns listade i Catalogue of Life.